# Ivan Martinović
Ivan Martinović, né le 6 janvier 1998 à Vienne en Autriche, est un handballeur international croate évoluant au poste d'arrière droit au sein du club hongrois du Veszprém KSE.

## Biographie
Né à Vienne en Autriche, Ivan Martinović a commencé le handball avec le club autrichien du Handballclub Fivers Margareten. Il y dispute pour la première fois le championnat d'Autriche aux côtés de son frère, Marin (de), qui est aussi arrière droit mais qui deviendra, lui, international autrichien. En 2016, il remporte son premier titre en remportant la coupe d'Autriche avec la même équipe.
En 2018, il prend la direction de l'Allemagne et du VfL Gummersbach. Mais au terme de la saison, le club est relégué en 2. Bundesliga après avoir connu toutes les saisons de 1. Bundesliga depuis sa création en 1966. Martinović rejoint alors le TSV Hannover-Burgdorf pour deux saisons puis signe en 2022 au MT Melsungen.
En 2024, avec l'arrivée sur son poste de Dainis Krištopāns, il négocie son départ du MT Melsungen pour rejoindre les Rhein-Neckar Löwen. Mais il ne reste finalement qu'une saison à Mannheim, signant en juillet 2025 au Veszprém KSE.

### Parcours en équipe nationale
En 2015, il est retenu par la Croatie pour participer au Championnat du monde jeunes en Russie.
Quatre ans plus tard, il est élu meilleur joueur du Championnat du monde junior 2019, compétition où lui et les Croates remportent une médaille d'argent.
Puis il effectue son première apparition avec l'équipe senior de Croatie en octobre 2019 contre l'Allemagne dans un match amical. Le Championnat du monde 2021, terminé à la 15e place, est sa première compétition internationale. Martinović a ensuite participé avec la Croatie à l'Euro 2022 lequel il a terminé le meilleur buteur de la sélection croate avec 37 buts.
Il prend part ensuite à toutes les compétitions internationales avec la Croatie, participant notamment aux Jeux olympiques de 2024. Au Championnat du monde 2025, il est un grand artisan de la médaille d'argent remportée par la sélection croate, étant élu meilleur arrière droit de la compétition.
Peu après la compétition, il est nommé capitaine de la sélection croate, après la retraite internationale de Domagoj Duvnjak.

## Palmarès

### En club
Compétitions nationales
- Championnat d'Autriche (2) : 2016 et 2018.
- Coupe d'Autriche (2) : 2016 et 2017.

### En équipe nationale
- Médaille d'argent au Championnat du monde junior 2019
- 15e place au Championnat du monde 2021
- 8e place au Championnat d'Europe 2022
- 9e place au Championnat du monde 2023
- 11e place au Championnat d'Europe 2024
- 9e place aux Jeux olympiques de 2024
- Médaille d'argent au Championnat du monde 2025

### Distinctions individuelles
- Élu meilleur joueur du Championnat du monde junior 2019
- Élu meilleur arrière droit du Championnat du monde 2025